# Ligament ilio-lombaire
Le ligament ilio-lombaire (ou ligament ilio-lombal) est un ligament de la ceinture pelvienne.

## Description
Le ligament ilio-lombaire s'insère entre la crête iliaque et les apophyses transverses des deux dernières vertèbres lombaires.
Il est composé de deux faisceaux :
- un faisceau supérieur entre la quatrième vertèbre lombaire et la crête iliaque,
- un faisceau inférieur entre la cinquième vertèbre lombaire et la crête iliaque.

Les deux faisceaux fusionnent dans leur partie inférieure.

## Anatomie fonctionnelle
Le ligament ilio-lombaire joue un rôle de stabilisation entre la zone lombaire et le sacrum.
Il joue également un rôle stabilisateur pour l'articulation sacro-iliaque.

## Remarque
Certains auteurs le considèrent comme un ligament de l'articulation sacro-iliaque.
La nomenclature anatomique TA2 le considère comme une articulation fibreuse de la ceinture pelvienne (syndesmose).